# Bedlington terrier
O bedlington terrier[Nota], oriundo do Reino Unido, é um cão cuja primeira aparição em exposições foi em 1870. Provável descendente dos rothbury terriers, os atléticos cães dos ciganos parados em Rothbury, eram usados na caça a lebres e coelhos na superfície. Dono de uma das expectativas de vida mais longas, quatorze anos, tem o temperamento classificado como brando, apesar de se tornar desrutivo caso não se exercite. Fisicamente é dono da peculiaridade de se deixar um topete sem tosa ao longo do focinho, o que lhe dá um aspecto reto na face. No corpo, a pelagem varia em quatro colorações e é composta de partes iguais de pelo e sobrepelo. Outra particularidade são suas orelhas, que podem ou não ter uma franja de pelo branco e sedoso nas pontas. De adestramento considerado de dificuldade moderada, pode atingir os 10 kg.